# Savignia yasudai
Savignia yasudai là một loài nhện trong họ Linyphiidae.
Loài này thuộc chi Savignia. Savignia yasudai được Kendo Saito miêu tả năm 1986.